# Peter Petersen (pedagog)
Peter Petersen (1884–1952) – niemiecki pedagog, uczeń Wilhelma Wundta. Stworzył eksperymentalny system nauczania zwany planem jenajskim. Był profesorem uniwersytetu w Jenie.